# ハーイペンギン探偵事務所ですう
『ハ〜イ ペンギン探偵事務所ですう』（ハ〜イ ペンギンたんていじむしょですう）は、水越かりんによる日本の漫画。『デラックスボンボン』（講談社）にて1994年に連載された。単行本は全1巻。

## ストーリー
舞台は人間並みの動物達が住んでいるわくわく動物島。そこには殺人・誘拐などあつかった事件は全て解決するペンギンの探偵・金田一（カネダイチ）がいた。彼は助手の加藤クンと共に今日も事件に挑む。

## 登場キャラクター

### メインキャラクター
金田一 耕助（カネダイチ コウスケ）
主人公のペンギンの探偵。序盤では、よく「キンダイチ」と間違えて呼ばれていた。甘いものと可愛い女性が好き。
加藤クン（カトークン）
金田一の助手のネコの少年。カナヅチだったが湖のピクニックの事件にて克服する。常識的な性格で、作中ではツッコミ役。
清内ケイブ（セイウチケイブ）
セイウチの警部。金田一の昔の同級生でもある。

### サブキャラクター
エリコ
加藤クンの姉で学校の先生。美人でバンバンジーに口説かれた事がある。
木村
逮捕されたタヌキ村長に変わって新しく就任してきた新村長。我侭な性格。
バンバンジー
金田一のライバルのニワトリ。一応天才犯罪者であり、金田一を出し抜いた事もある。自身を美形だと思っている。一応サブレギュラーだが、ストーリー後半で舞台が都会に移った後には村民共々登場していない。
ピータン
バンバンジーの助手のリス。主人よりは常識的な性格。金田一より自分の方が美形だろうとバンバンジーに問われ、「そう言えばお二人は似てますね、体型が」と答えたため、折檻された事もある。

### ゲストキャラクター

#### Scene 1 うさぎちゃん三姉妹連続殺人事件
マリーアントワネット
うさぎの三つ子姉妹の長女。16歳。序盤で首を切られた遺体の姿で発見される。
ジョセフィーヌ
うさぎの三つ子姉妹の次女。後に雪道にて、槍で串刺しにされて殺された。
カトリーヌ
うさぎの三つ子姉妹の末っ子。空き家で毒を飲んだ。最初は自殺と思われたが金田一は毒を入れた袋がなかったことから他殺と見抜いた。

#### Scene 2 のろいのピエロ殺人事件
村長秘書
新村長・木村の秘書であるパンダの男性。エリコの友人、レーコのケーキ店で娘のお土産を買った帰りにのろいのピエロに斧で殺害される。その後遺体は雪だるまの中に隠されていた。
警備員
清内ケイブの指示で村長就任パーティーに突如現れたのろいのピエロを捕らえようとして逆に殺されてしまう。

#### Scene 3 若奥さま身代金目的誘拐事件
権堂ローズマリー
村一番の金持ち権堂ビンゴの若妻。身代金目的に誘拐されたと見せかけられて殺された。
メイ
権堂の家のメイド。本人かは不明だが他の話でも彼女に似た女性が登場している（Scene 4、6、7）。

#### Scene 5 お父さんがおかしい
山野ヨシオ
エリコの生徒の少年。仕事一筋の父が突然マイホームパパになったことに疑問を抱き、父が別人と入れ替わっているのではないかと疑惑を持ち、金田一に調査を依頼する。
山野山男
ヨシオの父親。40歳。会社重役を務めている。残業や出張ばかりの仕事の虫だったが、一ヶ月前から突然性格が変わりマイホームパパになる。仕事一筋ではあったが少なくとも息子からは「何かつながりがあった」といわれるほど良き父で、それ故ヨシオは現在の父を「やさしいけどそらぞらしい」と感じている。
山野マリリン
ヨシオの母親。32歳。主婦。変わってしまった夫に戸惑いつつも優しくしてくれることに喜んでおり、息子とは違い一切疑っていない。

#### Scene 6 連続カッパ頭事件
パン吉
金田一の小学校時代の元同級生の1人のパンダの青年。物語の最初に髪を刈られカッパ頭にされた。
ヨサク
金田一の小学校時代の元同級生の1人の牛の青年。連続カッパ頭事件の被害者の中でなぜか彼だけが首を切られて殺された。
ケンタ
金田一の小学生時代の元同級生の1人の豚の青年。彼だけはカッパ頭事件に関わらなかったが、後に自身はもちろん犯人も知らなかった秘密が隠されていたことが判明する。
丸井老人
15年前の回想シーンに登場。金田一達とは特に親しくなかったのだが彼ら6人をパーティーに誘ったことがある。その数日後に急死するが莫大な財産はなぜか全部なくなっていた。

#### Scene 7 湖の淵の怪人
カモ吉
島北西の湖の地元のカモメ。初めはカナヅチの加藤クンをバカにしていたが、タマザウルスにさらわれたエリコを救おうとする加藤クンの心意気を気に入り協力する。
タマザウルス
湖に住む恐竜。本来は礼儀正しく、人に危害を加える生物ではないのだが、バンバンジーに妻子を人質にされて彼の言いなりとなりエリコをさらった。

#### Scene 8 臨海学校殺人事件
ライオン先生
海水浴場で金田一と同じペンションに教え子たちと共に泊まっていた。だが翌日の朝、浜で噛み跡だらけで死んでいるのが見つかった。
教え子たち
小学生。臨海学校でライオン先生とペンションに泊まっていた。